# Ahmad Massoud
Ahmad Massoud (în dari: احمد مسعود; n. 10 iulie 1989, provincia Panjshir, Afganistan) este un politician afgan, fondator al Frontului Național de Rezistență din Afganistan. Este fiul militarului antisovietic Ahmad Șah Massoud. Conduce Fundația Massoud începând cu noiembrie 2016. La 5 septembrie 2019, a fost declarat drept succesorul tatălui său, la mausoleul acestuia din Valea Panjshir⁠(d).

## Viață timpurie și educație
Ahmad Massoud s-a născut în 1989. El este unul din cei șase copii ai Ahmad Șah Massoud, fiind unicul fiu.
După ce a învățat în Iran, Massoud a frecventat Academia Militară Regală Sandhurst. În 2012-2015, a făcut studii de licență în știința războiului la King's College London. A obținut masteratul în politică internațională la City, University of London⁠(d) în 2016. Atât la teza de licență, cât și la cea de masterat a abordat tema talibanilor.

## Carieră
La întoarcerea în Afganistan în 2016, Massoud a fost numit în fruntea Fundației Massoud.
În martie 2019, Massoud s-a implicat oficial în politică – un pas pe larg anticipat. El a continuat ideea tatălui său referitor la modelul elvețian pentru relațiile interne de putere în Afganistan, susținând că descentralizarea guvernului ar permite ca resursele să fie alocate mai eficient provinciilor din țară.
Massoud a criticat direcția pe care a luat-o procesul de stabilire a păcii în Afganistan în 2019, spunând că aceasta nu reprezintă interesele tuturor afganilor. În luna septembrie a acelui an, el a anunțat crearea unei noi coaliții a liderilor mujahedini, după modelul Alianței Nordice⁠(d), care a opus rezistență talibanilor în anii 1990. Coaliția, cunoscută sub numele de A Doua Rezistență sau Frontul Național de Rezistență al Afganistanului, a devenit una dintre numeroasele forțe militare independente formate înainte de retragerea trupelor militare ale Statelor Unite⁠(d). Ca urmare a cuceririi de către talibani a multiplelor teritorii afgane în timpul ofensivei din 2021⁠(d), Massoud și prim-vicepreședintele Amrullah Saleh s-au întâlnit la Panjshir și au declarat nerecunoașterea autorității talibane. El a cerut de la comunitatea internațională, în special SUA, Europa și lumea arabă, sprijin militar și logistic pentru forțele sale. Printre motive, a enumerat necesitatea de a proteja drepturile femeilor, de a preveni execuțiile publice și de a evita refacerea unui refugiu sigur în Afganistan pentru teroriștii internaționali.
La 22 august 2021, el a avertizat despre riscul izbucnirii unui război civil în lipsa unui acord de împărțire a puterii. Și-a declarat dorința de a merge la negocieri cu talibanii și de a recurge la confruntare militară dacă discuțiile eșuează. Despre o asemenea confruntare el declara: „Am învins Uniunea Sovietică, putem învinge și talibanii”.
La 6 septembrie, când talibanii au preluat controlul asupra Văii Panjshir, Massoud s-a refugiat într-un loc necunoscut și a spus că rezistența va continua. La 9 septembrie, purtătorul de cuvânt al lui Massoud, Ali Maisam Nazary⁠(d), a declarat că atât Massoud, cât și președintele interimar al Republicii Islamice Afganistan, Amrullah Saleh, sunt „în siguranță” și încă se află în Afganistan. Nazary a contestat, de asemenea, rapoartele conform cărora talibanii dețin controlul deplin asupra provinciei, afirmând că 60% se aflau încă sub controlul Frontului de Rezistență Națională și a afirmat că forțele Rezistenței au recurs la o „retragere tactică” din unele zone.
Potrivit serviciilor de spionaj americane și mărturiilor a doi foști oficiali afgani și a unui consultant din Pentagon, Massoud și Amrullah Saleh s-au refugiat în Tadjikistan la scurt timp după insurecția talibană în Valea Panjshir.